# RDNA (microarquitectura)

Un diagrama de blocs genèric d'una GPU

RDNA (Radeon DNA) és una microarquitectura de la unitat de processament gràfic (GPU) i l'arquitectura de conjunt d'instruccions que l'acompanya desenvolupada per AMD. És el successor del seu conjunt d'instruccions/microarquitectura Graphics Core Next (GCN). La primera línia de productes amb RDNA va ser la sèrie de targetes de vídeo Radeon RX 5000, llançada el 7 de juliol de 2019. L'arquitectura també s'utilitza en productes mòbils. Està fabricat i fabricat amb els xips gràfics N7 FinFET de TSMC utilitzats a la sèrie Navi de targetes gràfiques AMD Radeon.
La segona iteració de RDNA es va presentar per primera vegada a les consoles PlayStation 5 i Xbox Series X/S. Ambdues consoles utilitzen una solució gràfica personalitzada basada en RDNA 2 com a base per a la seva microarquitectura GPU. A PC, RDNA 2 apareix a la sèrie de targetes de vídeo Radeon RX 6000, que es va llançar per primera vegada el novembre de 2020. RDNA 2 també apareix a l'Exynos 2200 de Samsung com a arquitectura gràfica.
La tercera iteració de RDNA es va anunciar el 3 de novembre de 2022 i es presenta a la sèrie Radeon RX 7000 de targetes gràfiques mòbils i d'escriptori de consum.

## RDNA 1
RDNA 1 (també RDNA1 ) és la primera implementació de la microarquitectura RDNA i és el successor de la sèrie Radeon RX Vega. El llançament es va produir el 7 de juliol de 2019.

## Architecture
L'arquitectura presenta un nou disseny de processador, tot i que els primers detalls publicats a la presentació de Computex d'AMD indiquen que alguns aspectes de l'arquitectura anterior Graphics Core Next (GCN) estan presents per a finalitats de compatibilitat enrere, la qual cosa és especialment important per al seu ús (en forma de RDNA). 2) a les principals consoles de jocs de novena generació (la Xbox Series X/S i PlayStation 5) per preservar la compatibilitat nativa amb les seves biblioteques de jocs de vuitena generació preexistents dissenyades per a GCN. Compta amb una jerarquia de memòria cau multinivell i una canalització de renderització millorada, amb suport per a la memòria GDDR6.

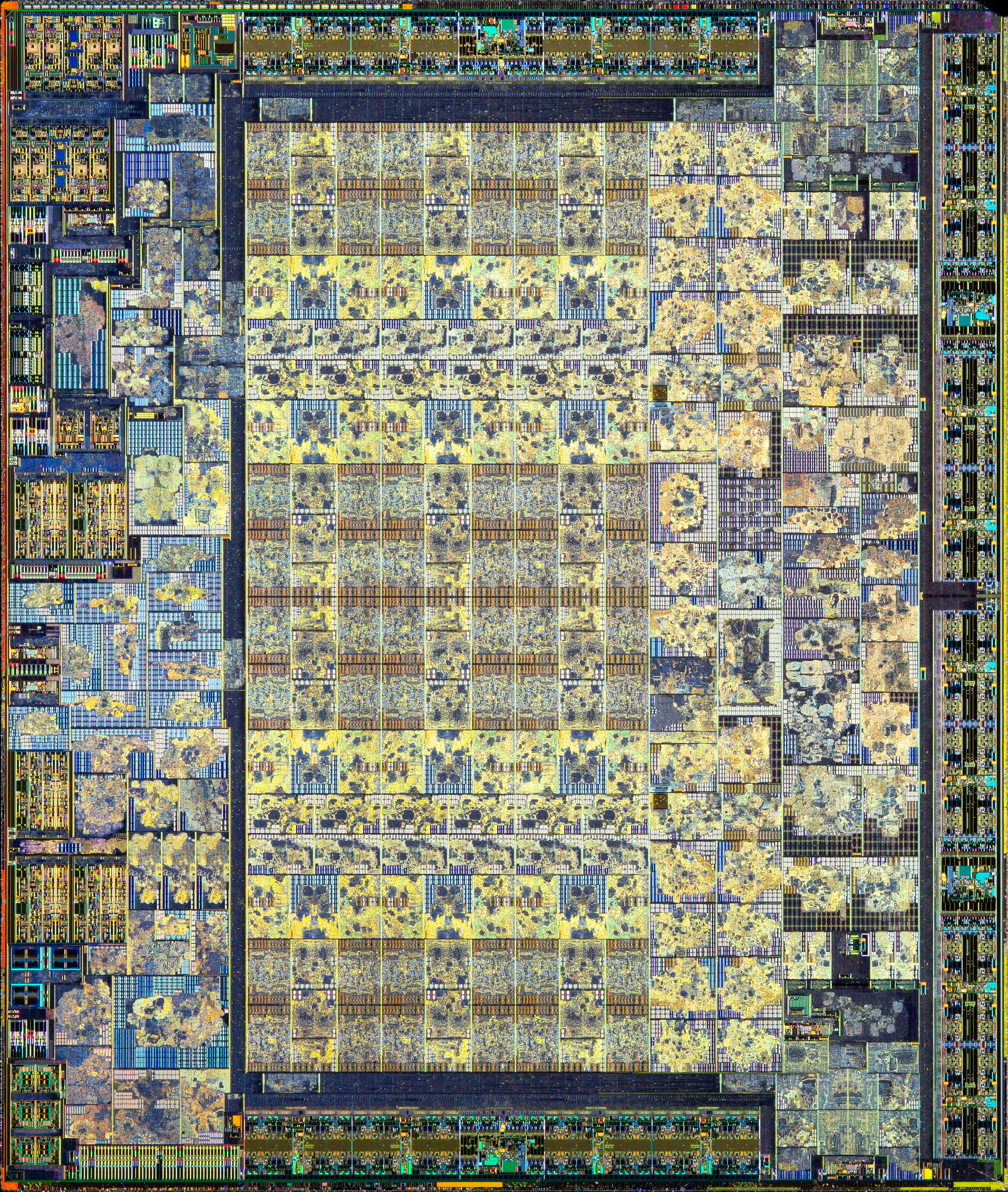
Imatge de la GPU RDNA del RX 5500 XT

Començant per la pròpia arquitectura, un dels canvis més importants per a RDNA és l'amplada d'un front d'ona, el grup fonamental de treball. GCN en totes les seves iteracions tenia 64 fils d'ample, és a dir, 64 fils es van agrupar en un únic front d'ona per a l'execució. RDNA deixa això a una amplada nativa de 32 fils. Al mateix temps, AMD ha ampliat l'amplada dels seus SIMD de 16 ranures a 32 (també conegut com SIMD32), el que significa que la mida d'un front d'ona ara coincideix amb la mida del SIMD.: 2 

## RDNA 2
RDNA 2 (també RDNA2) és el successor de la microarquitectura RDNA. Es va anunciar públicament per primera vegada a principis de 2020 amb un llançament previst per al quart trimestre de 2020. Segons declaracions d'AMD, RDNA 2 seria una " actualització " de l'arquitectura RDNA.
Més informació sobre RDNA 2 es va fer pública el Dia de l'Analista Financer d'AMD el 5 de març de 2020. AMD va afirmar que oferiria una millora del 50% del rendiment per watt respecte a RDNA, amb augments de la velocitat del rellotge i les instruccions per rellotge. Les funcions addicionals confirmades per AMD inclouen el traçat de raigs accelerat per maquinari en temps real, "Infinity Cache", ombrejats de malla, retroalimentació de mostreig i ombrejat de velocitat variable. La companyia va anunciar que RDNA 2 s'utilitzaria en consoles de jocs de nova generació i targetes gràfiques de PC amb el nom en codi "Navi 2X" i també sobrenomenat com "Big Navi".

## RDNA 3
RDNA 3 (també RDNA3 ) és el successor de la microarquitectura RDNA 2 i es va projectar per al llançament el 4t 2022 segons el full de ruta de la GPU de jocs d'AMD. En un esdeveniment de revelació del 29 d'agost per a les CPU de la sèrie Ryzen 7000, la CEO d'AMD, Lisa Su, va burlar de RDNA 3 i va revelar que utilitzaria chiplets construïts al node N5 de TSMC. El 19 de setembre de 2022, Sam Naffziger, l'actual vicepresident sènior d'AMD, va declarar en un blog que les millores fetes a la microarquitectura RDNA 3 permeten guanys de rendiment i eficiència considerables, amb un augment estimat del 50% en el rendiment per watt en comparació. a la microarquitectura RDNA 2. A més, l'arquitectura RDNA 3 inclou la propera generació d'Infinity Cache, una canalització de gràfics modificada, gestió d'energia adaptativa i unitats de càlcul reestructurades, la qual cosa condueix a un augment global robust en el rendiment de la rasterització i el traçat de raigs respecte a l'arquitectura de consumidor anterior.
El 3 de novembre de 2022, AMD va presentar les targetes gràfiques RX 7900 XTX i RX 7900 XT, basades en la microarquitectura RDNA 3. Aquestes són les primeres GPU comercials que es basen en un disseny de mòduls multixip (MCM).